# Перш (шест)
Перш (фр. perche — шест) — длинный шест, используемый при исполнении акробатических номеров в цирке (эквилибристика). Длина перша от 3 до 12 метра. Изготовляется из дерева или легкого металла в виде трубы из крепких и лёгких сплавов. В Китае, Японии употреблялись бамбуковые перши, в Европе XIX века — деревянные.

## Применение
На перше исполняются акробатические гимнастические трюки, жонглирование.
Балансирование с  першем осуществляется в вертикальном положении - на лбу (лобовой перш), на поясном упоре (поясной), на плече (плечевой), на одной руке (ручной), в зубнике (зубной), на ногах (ножной). Каждый перш или лестница снабжены специальным приспособлением, соответствующим приемам балансирования. Например, перш или лестница, балансируемые на лбу, имеют в нижней торцовой части небольшое углубление, обтянутое мягкой кожей для предохранения лба от царапин. На нижних концах плечевого перша или лестницы делают полуовальные упоры, которые для удобства обтягивают мягким материалом. Перш, балансируемый на поясе, имеет в нижней части специальный стержень с закруглением, который вставляется в металлический стакан, прикрепленный к поясу, надеваемому нижним. Для балансирования перша на одной руке применяется устройство, благодаря которому нижняя часть перша упирается в плечо. (На практике балансирование перша только н руке, то есть без упора на плечо, исполняется редко — трюк чрезвычайно труден, а его технические возможности ограничены.) Перши и лестницы, балансируемые на ногах, снабжены в нижней части двумя опорными площадками, которыми снаряд ставится на подошвы ног нижнего, лежащего на антиподной подушке. Для зубных першей (это наиболее трудный вид балансирования) изготовляется специальный зубник с упором па переднюю часть челюсти. На вершине першей и лестниц делается специальное устройство для выполнения различных упражнений эквилибристами-верхними. Например, для стойки на голове применяется «бублик» — приспособление, по форме и размерам напоминающее бублик; для стойки на руках — рукоятки (или велосипедный руль); для стойки на одной руке — локтевой круговой упор; для ручных и ножных «флажков»-петли; для виса в зубах — кожаные зубники. На вершине першей и лестниц, применяемых в парной работе, имеются специальные ножные упоры и полукруглые обхваты для икроножных мышц среднего, исполняющего с верхним акробатические трюки, например стойки голова в голову, руки в руки. В тех случаях, когда в номера с першами и лестницами вводятся отдельные элементы гимнастики, на специальных кронштейнах подвешиваются трапеция или кольца.
1. На первой площадке трюк сальто с места на место, сальто назад на другую площадку;
2. Планш на вторую площадку, винт на вторую площадку;
3. Двойное сальто назад на вторую площадку;
4. Финальный трюк : двое нижних ставят перши себе на плечи, двое верхних залезают на каждый перш;
5. Трюк повышенной сложности: первый верхний делал сальто назад приземляясь на плечи среднего акробата. который, в свою очередь. стоял на перше и ловил его в плечи.

## История
Известен в Японии в XII веке. В стационарных цирках номера с першами стали демонстрировать с первой половины XIX в. Довольно долгое время эти номера исполнялись двумя артистами — нижним и верхним.

## Известные артисты с першем
- Маяцкий, Манукян, Войницкие, Петлицкие, Ивановы, Симадо, Бахман, Половнёвы, Золоторубовы, Шидловские и др.
- Первая сов. женщина — «унтерман» с першем — Мария Ширай.
- Члены цирковой труппы «Акробаты на першах» при Российской государственной цирковой компании (ФКП «РОСГОСЦИРК»): Киракосян, Камо Андраникович и др.
- Асмус, Ирина Павловна
- Бутаев, Алан Юрьевич
- Кинзикеев, Шамиль Калимуллович
- Милаев, Евгений Тимофеевич
- Костюк, Леонид Леонидович
- Понукалин-Суворов, Олег Олегович
- Сарач, Алексей Еремеевич

## В кино
- Соло для слона с оркестром — двухсерийный художественный фильм, снятый в 1975 году и вышедший на экран в 1976 году.